# 활동 중심 디자인
활동 중심 디자인(Activity-Centered Design)은 사용자 중심 디자인의 상대되는 용어로서 도널드 노먼의 설명에 따르면 요리기구, 카메라, 스포츠 용품 등등의 일상의 물건들 중 상당수는 전통적으로 사용자 중심으로 만들어지기보다는 학습과 적응에 의해 그 물건이 필요한 역할을 충실하게 하는 활동의 깊은 이해를 통해서 발달했으며 이것을 활동 중심 디자인이라고 하였다. 이러한 활동 중심의 디자인으로 만들어진 물건들은 세월에 따라 진화하면서 개선 발전된다. 가장 높은 활동(Activity)의 단계는 과업(Task)으로 이루어졌으며 과업은 또한 행위(Action)들이 모여 이루어진다. 예를 들어 휴대폰은 책, 일기, 달력, 필기도구, 문자 메시지 그리고 카메라같은 것으로 이루어지며 전체적으로는 커뮤니케이션 활동을 잘 지원하고 있다. 또한 문자 메시지는 문자 기록, 문자 발송, 문자 수신 등의 과업으로 이루어져 있으며 이를 위한 여러 가지 휴대폰을 조작하는 행위가 필요하다

## 같이 보기
- 사용자 중심 디자인